# Ulysses (singel)
Ulysses - singiel zespołu Franz Ferdinand promujący ich trzeci album studyjny Tonight: Franz Ferdinand.

## Lista utworów
- iTunes

1. "Ulysses" - 3:11

- 7" RUG314

1. "Ulysses"
2. "Anyone in Love"

- 7" RUG314X

1. "Ulysses"
2. "You Never Go Out Anymore"

- CD RUG314CD

1. "Ulysses"
2. "New Kind of Thrill"
3. "Ulysses" (Beyond the Wizard's Sleeve Re-Animation)